# 墓園
墓園（ぼえん）とは、墳墓を設けるために都道府県知事の許可をうけた区域である「墓地」と一体となった施設の区域をいう。狭義には、都市計画法の規定により、都市計画決定により位置を定めた都市施設であり、主として墓地の設置の用に供することを目的として設置された都市公園をいう。

## 概要
墓園は、墓地の機能だけでなく、墓地への参拝と同時に、緑の中での散歩、散策、休息等の静的レクレーション機能を持つ公園である。都市公園である墓園は、その都市公園面積の3分の2以上を園地とすることとされ、地方公共団体が設置している。
従来の分譲型区画墓地の他、壁型墓地、合葬式納骨堂を配した墓園もある。

## 都市計画運用指針
国土交通省の都市計画運用指針では、墓園の配置は、次の事項を考慮して計画することが望ましい、としている。
- ア　市街地に近接せず、かつ、将来の発展を予想し市街化の見込みのない位置であって、交通の利便の良い土地に配置する。
- イ　主要な道路、鉄道及び軌道が区域内を通過又は接しない。ただし、やむを得ず通過又は接する場合は樹林による遮蔽等により墓園との空間を分断させる。
- ウ　都市計画区域内に適地のない場合は区域外に選定する。この場合、必要に応じて、関係市町村との共同施設とする。
- エ　環境保全系統の一環となるよう配置し、既存樹林等による風致は維持するとともに、必要に応じて防災系統の一環となるよう配置する。

## 主な墓園

### 都市計画墓園
- 東京都の所管する霊園
- 神奈川県の公園一覧#墓園（特殊公園）
- 中央公園墓地(横須賀市営公園墓地) - 横須賀市
- 早野聖地公園 - 神奈川県川崎市麻生区早野
- 大庭台墓園 - 大庭 (藤沢市)
- 緑ヶ丘霊園 - 川崎市高津区
- 仙台市葛岡墓園 - 宮城県仙台市青葉区
- 市原市#墓園施設
- 神戸市立鵯越墓園 - 神戸市兵庫区
- 石屋墓園 - 神戸市
- 甲山墓園
- 関西池田記念墓地公園 - 兵庫県丹波市
- 石ヶ谷墓園 - 明石市
- 白水峡墓園 - 兵庫県
- 舞子墓園 - 兵庫県
- 神戸市追谷墓園
- 日光山墓園 - 加古川市
- 岡崎墓園
- 西神墓園
- 勅使ヶ池墓園
- 高松市平和公園
- 新庄墓園 - 盛岡市
- 安満山墓園 - 高槻市
- 彫刻の里墓園 - 成合 (高槻市)
- 東山墓園 - 函館市
- 戸田記念墓地公園 - 北海道石狩市
- 富士市森林墓園
- 星ヶ峯墓園 - 鹿児島市
- いずみ墓園 - 仙台市泉区
- 潮見墓園 - 網走市
- 橿原市営香久山墓園
- 三方原墓園 - 浜松市北区根洗町
- 新座市営墓園
- 富士桜自然墓地公園 - 静岡県富士宮市
- 嶺公園 - 群馬県前橋市嶺町
- びわこ池田記念墓地公園 - 滋賀県大津市
- みどりが丘公園 - 愛知県名古屋市緑区
- 旭東公園・知多墓園 - 愛知県知多市
- 東山墓園ふれあいの森 - 三重県名張市
- 潮見坂平和公園 - 愛知県春日井市
- 豊明市営勅使墓園
- 古瀬間墓園 - 豊田市
- 中部池田記念墓地公園 - 三重県津市
- 伊勢やすらぎ公園 - 三重県伊勢市
- 福岡中央霊園 - 福岡県大野城市大字牛頸
- 牧口記念墓地公園 - 新潟県柏崎市
- 東山霊園 (郡山市)
- 久居墓園 - 三重県津市戸木町
- 宗功寺公園 - 鹿児島県薩摩郡さつま町虎居
- 熊本市営城山墓園

### その他
日本
- 法道院野田墓園：千葉県野田市春日町
- 所沢正宗墓園（能安寺 (所沢市)管理）
- 永楽院(本種寺川越墓園)：埼玉県川越市

その他
- 文革墓群 (紅衛兵墓園)
- 中華人民共和国 湖北省 蘄春県 蘄州鎮・李時珍墓園
- 合肥市包孝粛公墓園
- 永康区鄭成功墓園
- 呉鸞旂墓園 太平区 (台中市)
- 新港郷王得禄墓園
- 張衡墓園
- 高樹郷辜振甫先生墓園
- 陳中和墓園
- 邱良功墓園
- 基隆市七堵の欣欣墓園
- 陝西省藍田県の北宋呂氏家族墓園